# Sivaladapinae
Sivaladapinae é uma subfamília de primatas adapiformes que viveu na Ásia durante meados a finais do Mioceno.